# Moschea Šarena
La Moschea Šarena, (in macedone Шарена Џамија?, Šarena Džamija; in albanese Xhamia e Larme; in turco Alaca Cami) o Moschea Dipinta, è una moschea situata sulla riva destra del fiume Pena a Tetovo, in Macedonia del Nord. La moschea fu originariamente costruita nel 1438 e successivamente ricostruita nel 1833 da Abdurrahman Pasha. Rispetto ad altre moschee tradizionali anatoliche del periodo classico ottomano, la Moschea Šarena è più caratteristica, poiché fu costruita prima della conquista di Costantinopoli, quando le cupole delle moschee erano influenzate dall'architettura bizantina.

## Storia

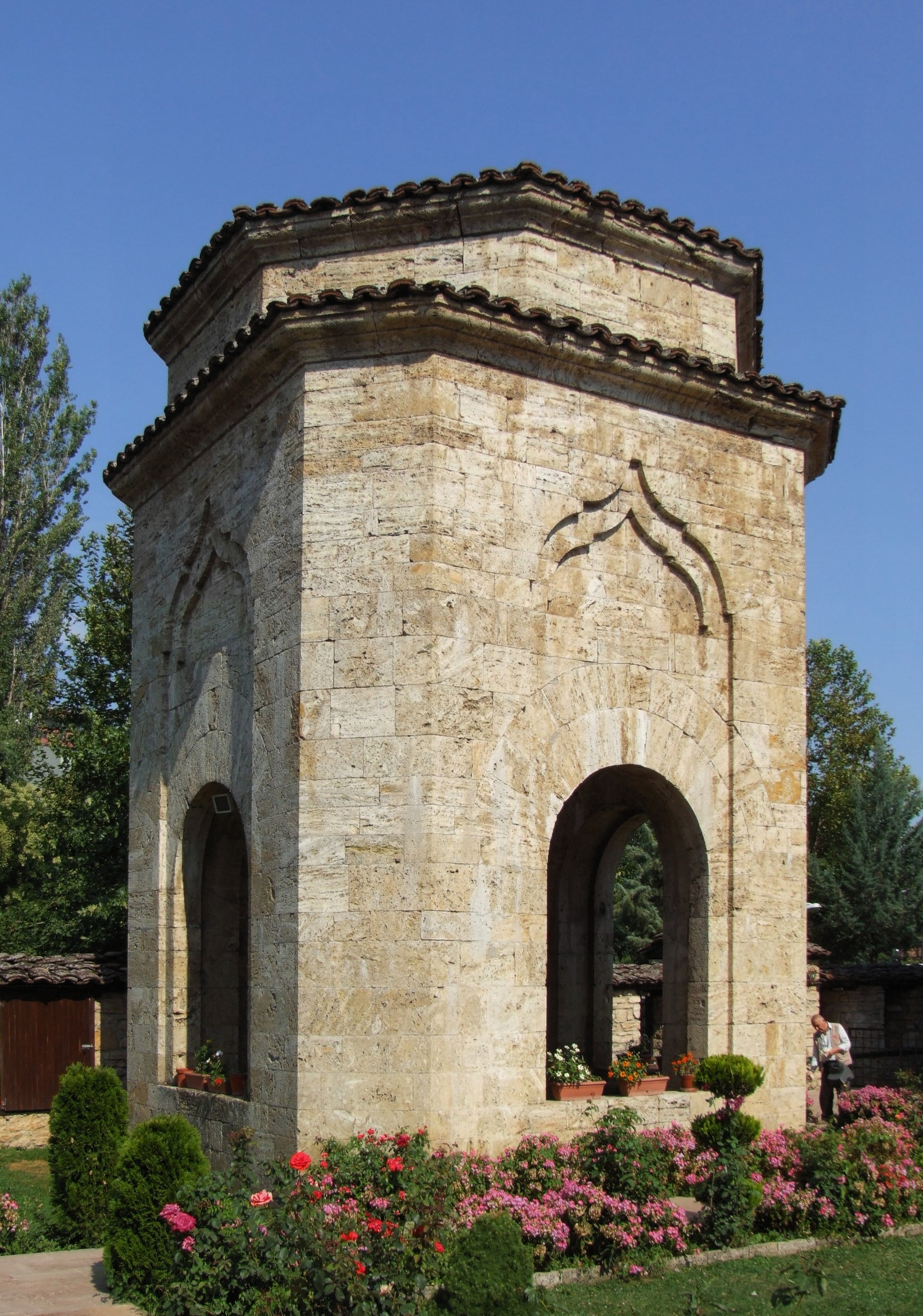
Türbe nei pressi della Moschea Dipinta

La Šarena Džamija fu originariamente costruita nel 1438 e progettata dall'architetto Isak Bey. Tra gli studiosi, tuttavia, non c'è accordo sull'effettiva data di fondazione.
La costruzione della maggior parte delle moschee dell'epoca era principalmente sovvenzionata da sultani, bey o pascià. Tuttavia la Šarena Džamija fu finanziata da due sorelle di Tetovo, Hurside e Mensure. Come per molte moschee, nei pressi del fiume fu costruito un hammam.
Il sito comprendeva una locanda e un bagno sull'altro lato del fiume. L'attuale cortile della Šarena Džamija è pieno di molti fiori, una fontana e una türbe (mausoleo). La türbe ottagonale ospita le sepolture di Hurside e Mensure, le due sorelle che finanziarono la costruzione della moschea nel 1438.
Abdurrahman Pasha, un grande appassionato d'arte di Tetovo, ricostruì la Šarena Džamija nel 1833.
Nel 1991, la comunità islamica di Tetovo costruì delle mura intorno alla moschea in tipico stile ottomano classico.
Nel 2010 fu completata una ristrutturazione delle pitture esterne.

## Architettura

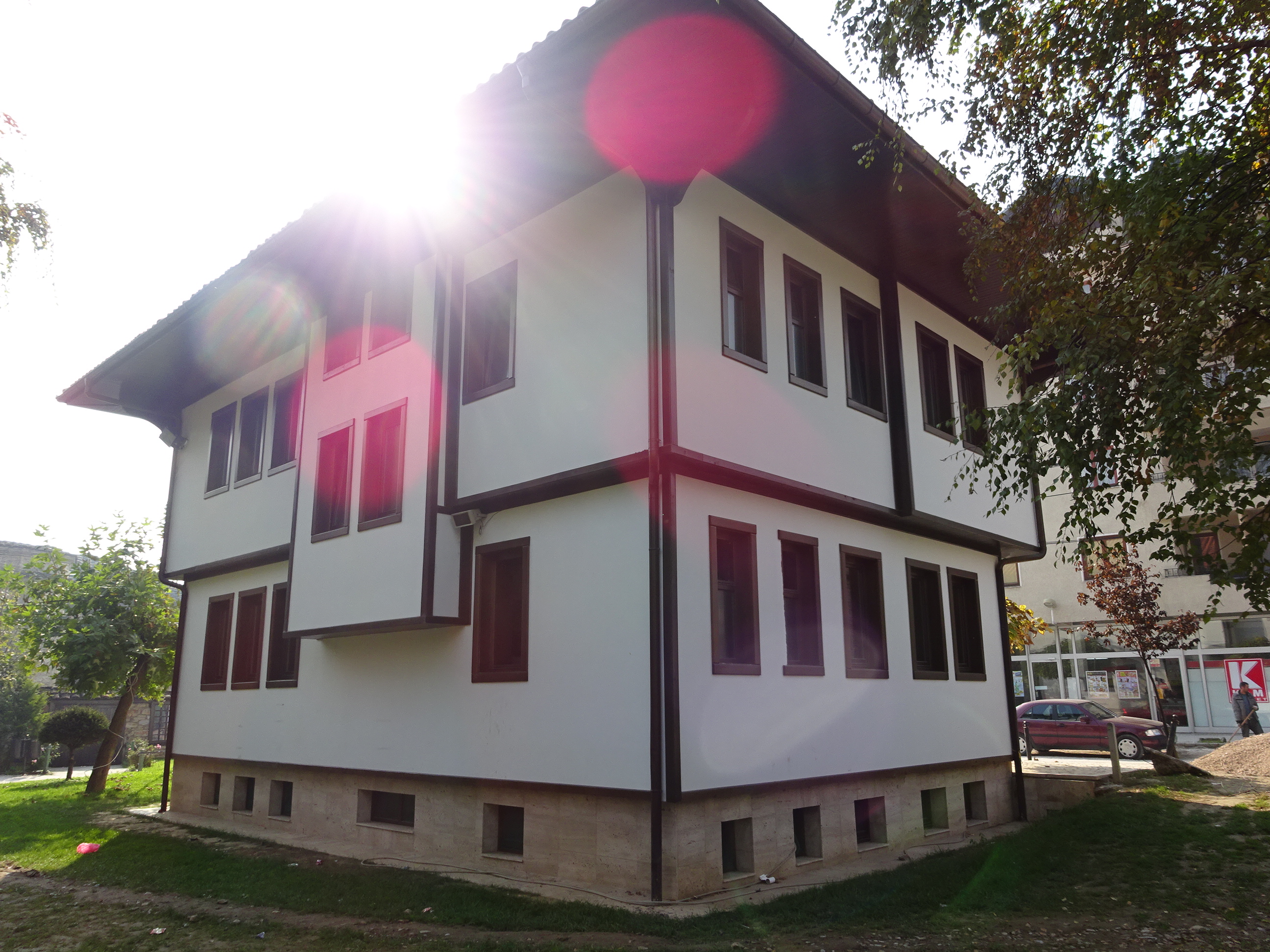
La Medresa nel complesso della moschea decorata.

Dal punto di vista architettonico, la moschea Šarena rappresenta un edificio quadrato con dimensioni di 10x10m.
A differenza delle tradizionali decorazioni in piastrelle di ceramica ottomane nelle moschee, la Šarena Džamija presenta vivaci motivi floreali. All'interno e sulle pareti esterne, la Moschea Pasha ha un eccellente arredamento barocco turco-ottomano.
Secondo la leggenda, per proteggere la vivacità dei colori utilizzati nella decorazione, furono utilizzati 30.000 albumi d'uovo.
La caratteristica distintiva della moschea sono le sue decorazioni dipinte. Si presume che Abdurrahman Pasha commissionò, a tale scopo, maestri di Debar che dipinsero gli ornamenti con colori ad olio. Oltre all'ornamento geometrico e floreale, si incontra anche il paesaggio. Tra le decorazioni pittoriche, particolarmente suggestiva è la raffigurazione della Mecca, raro e forse unico esempio di illustrazione del santuario del profeta islamico, Maometto, nell'Europa sud-orientale.

## Galleria d'immagini

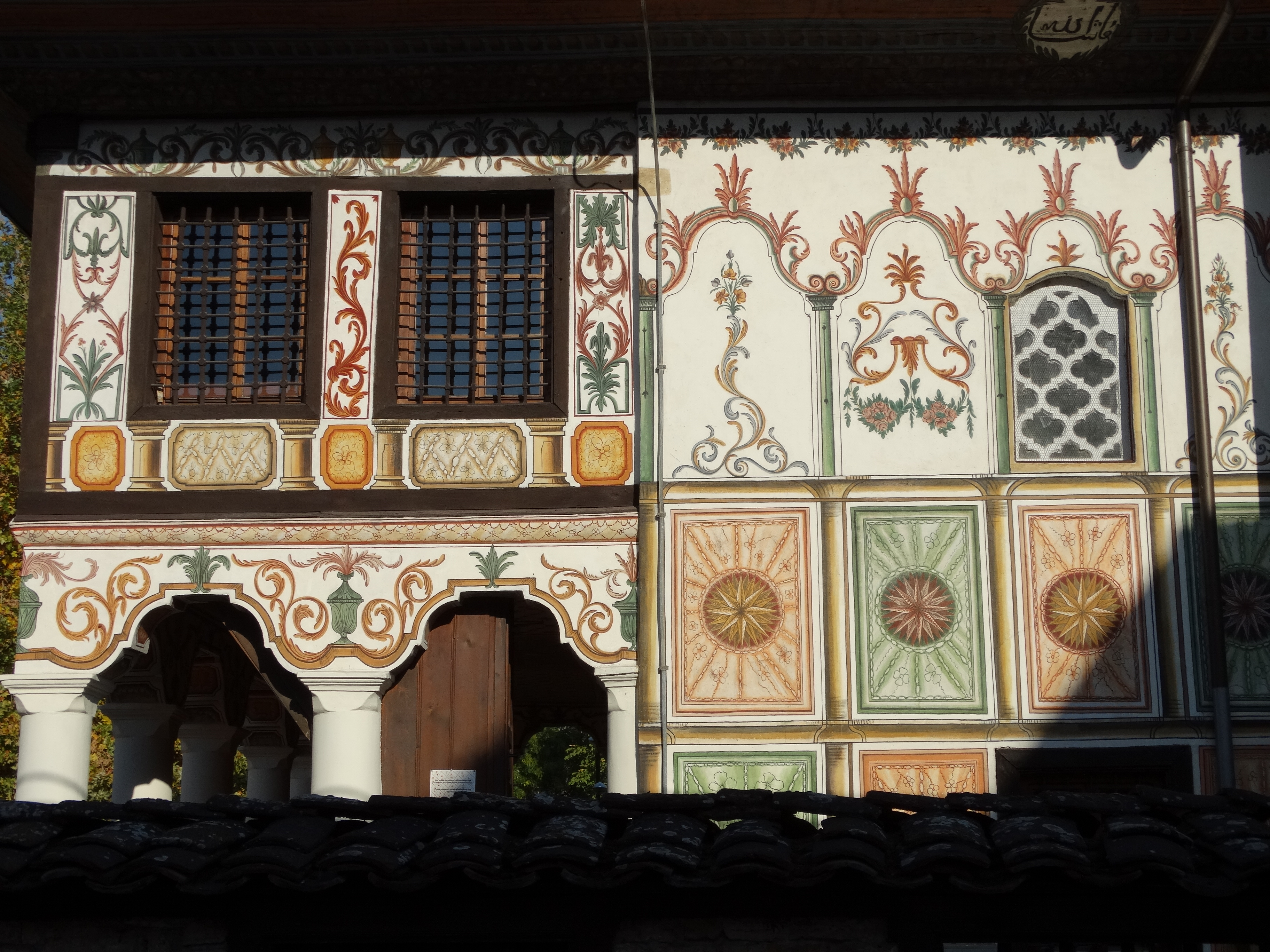
Particolari delle pareti dipinte della Šarena Džamija.
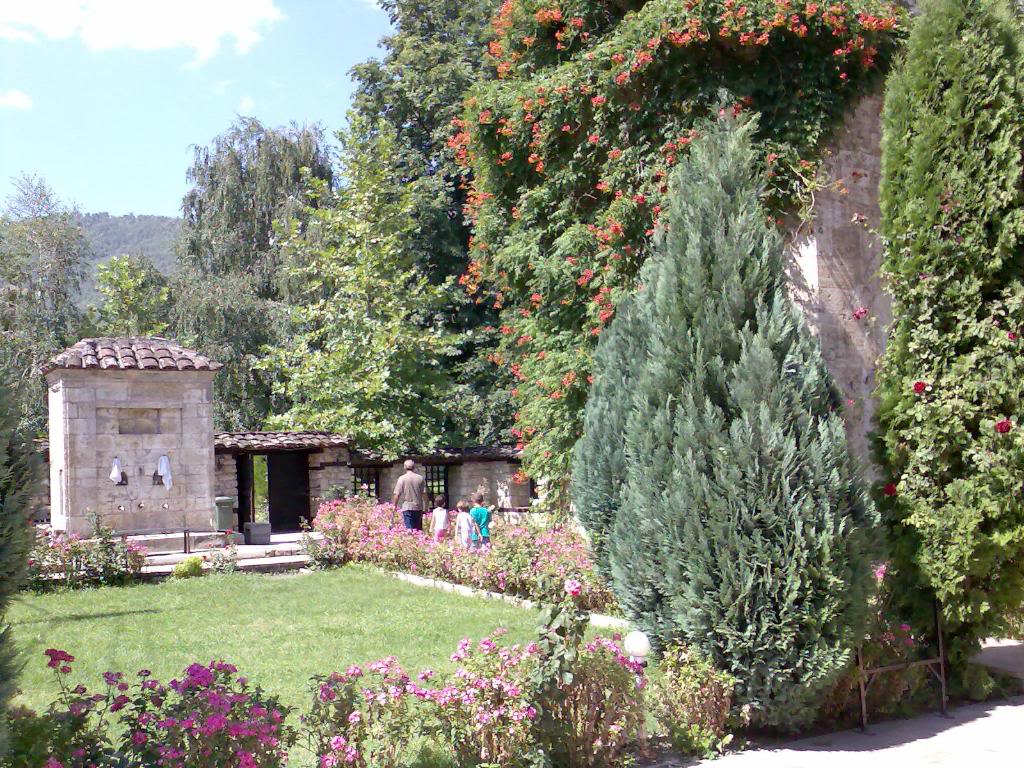
Cortile.
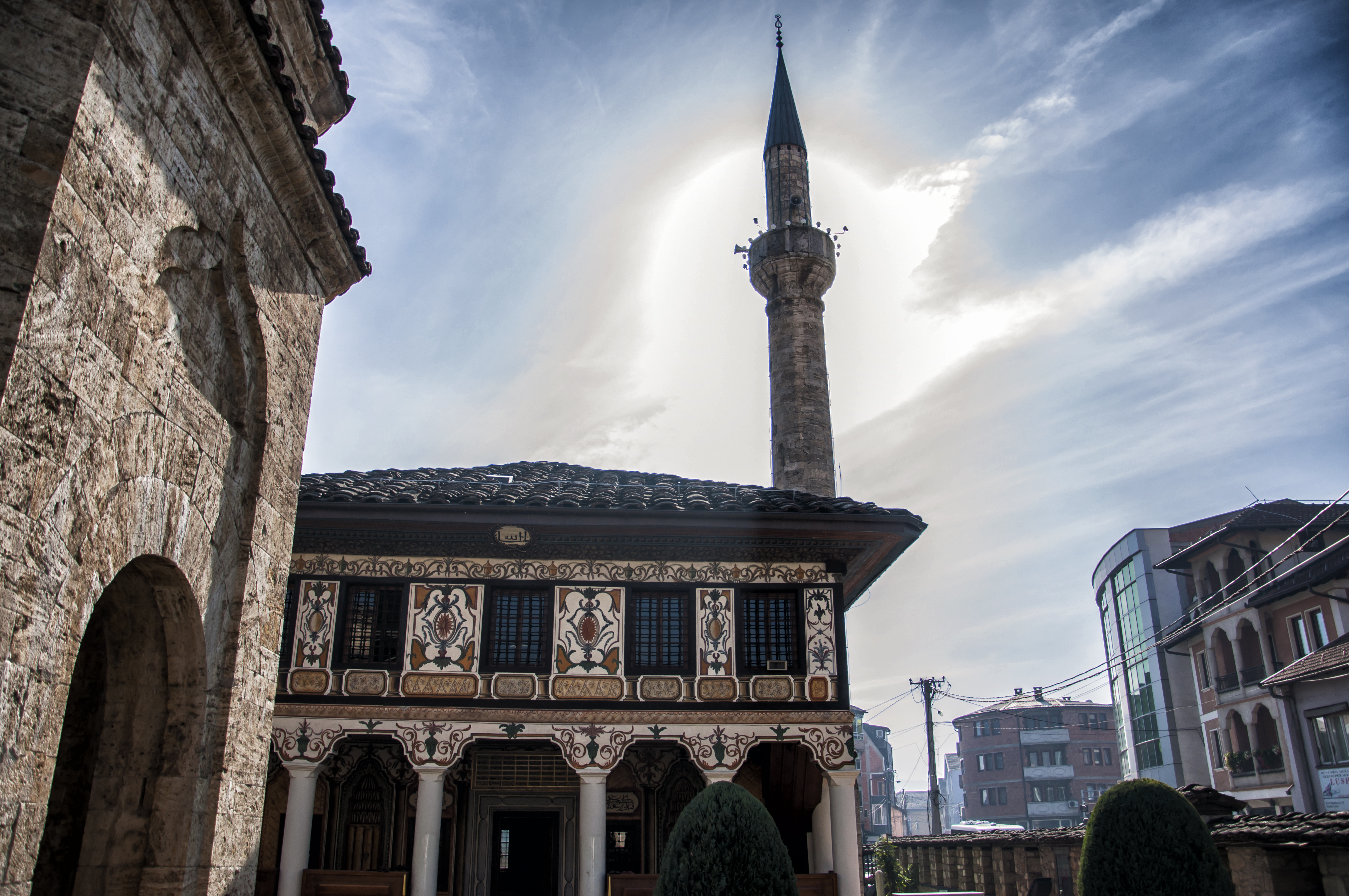
Šarena Dzamija.
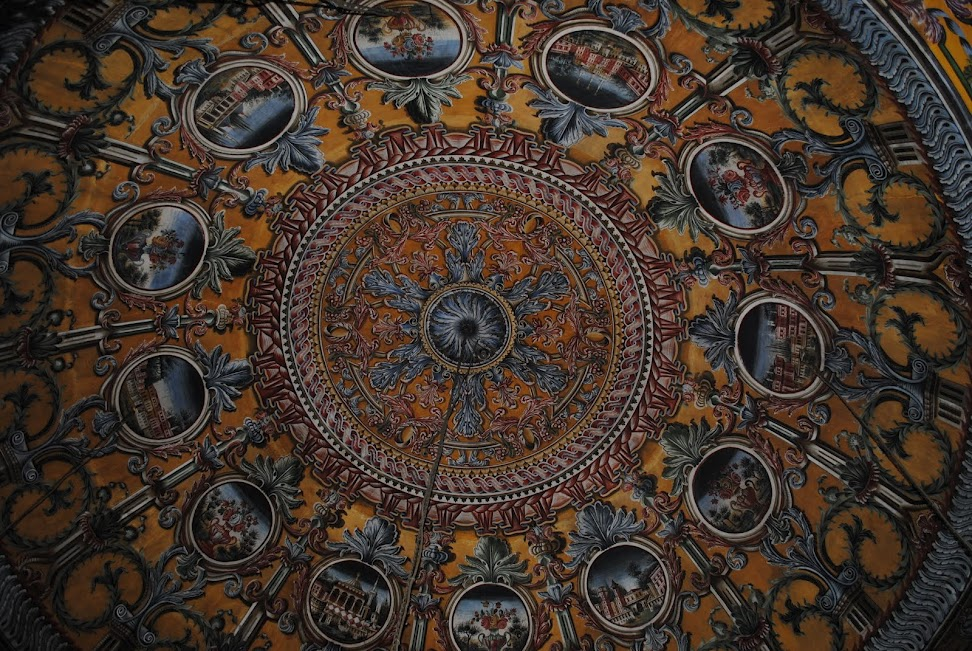
L'interno della Šarena Džamija.
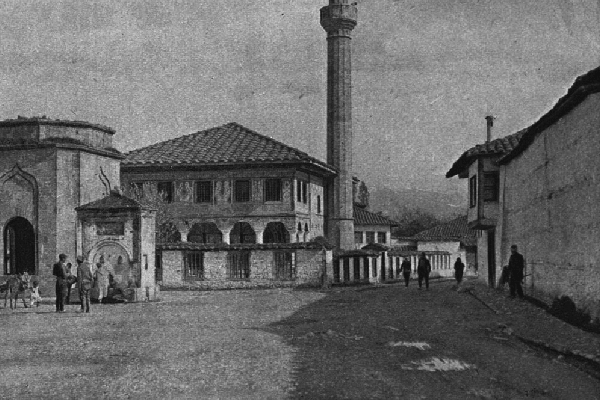
Šarena Dzamija.
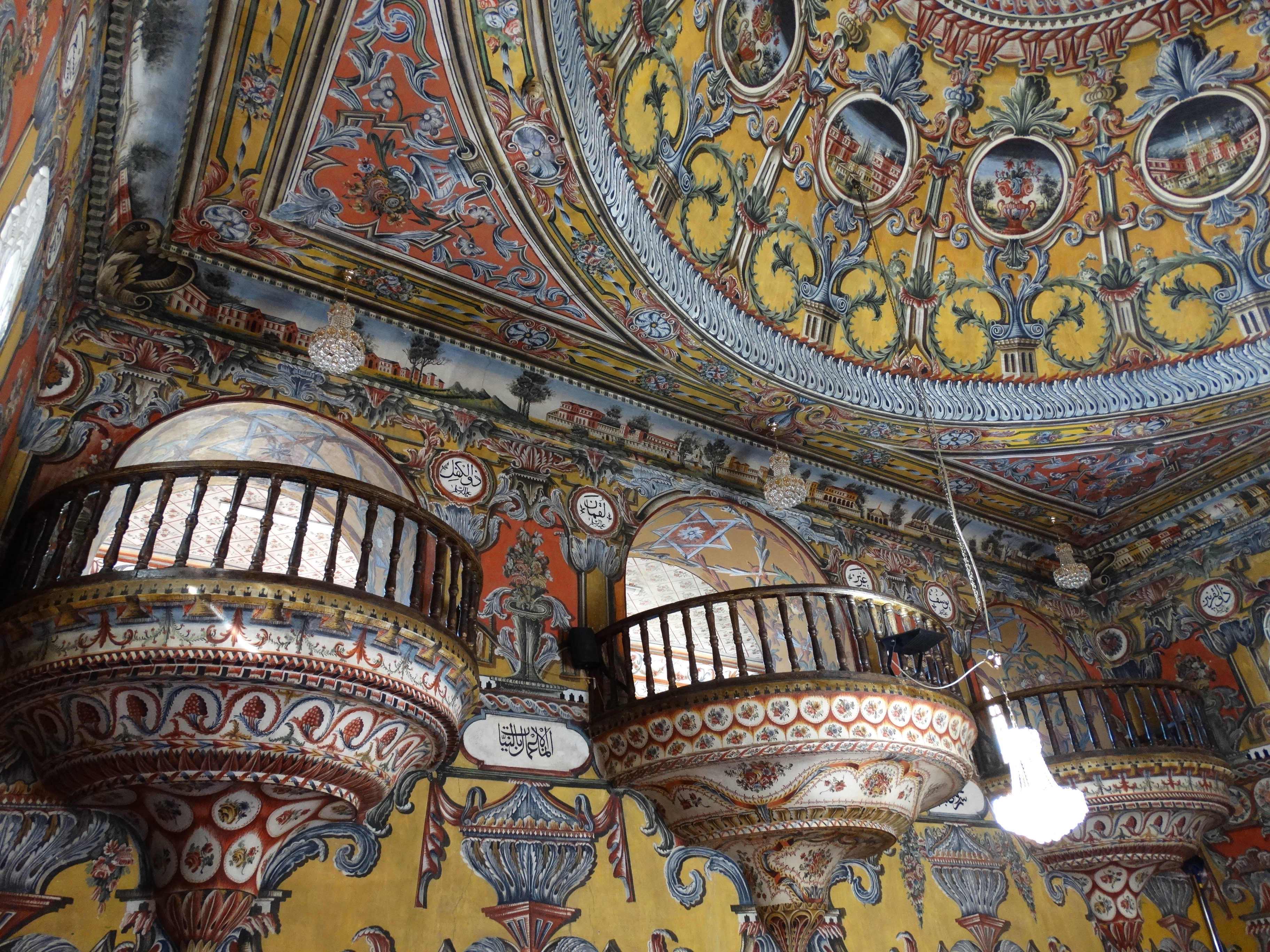
L'interno della Šarena Džamija.
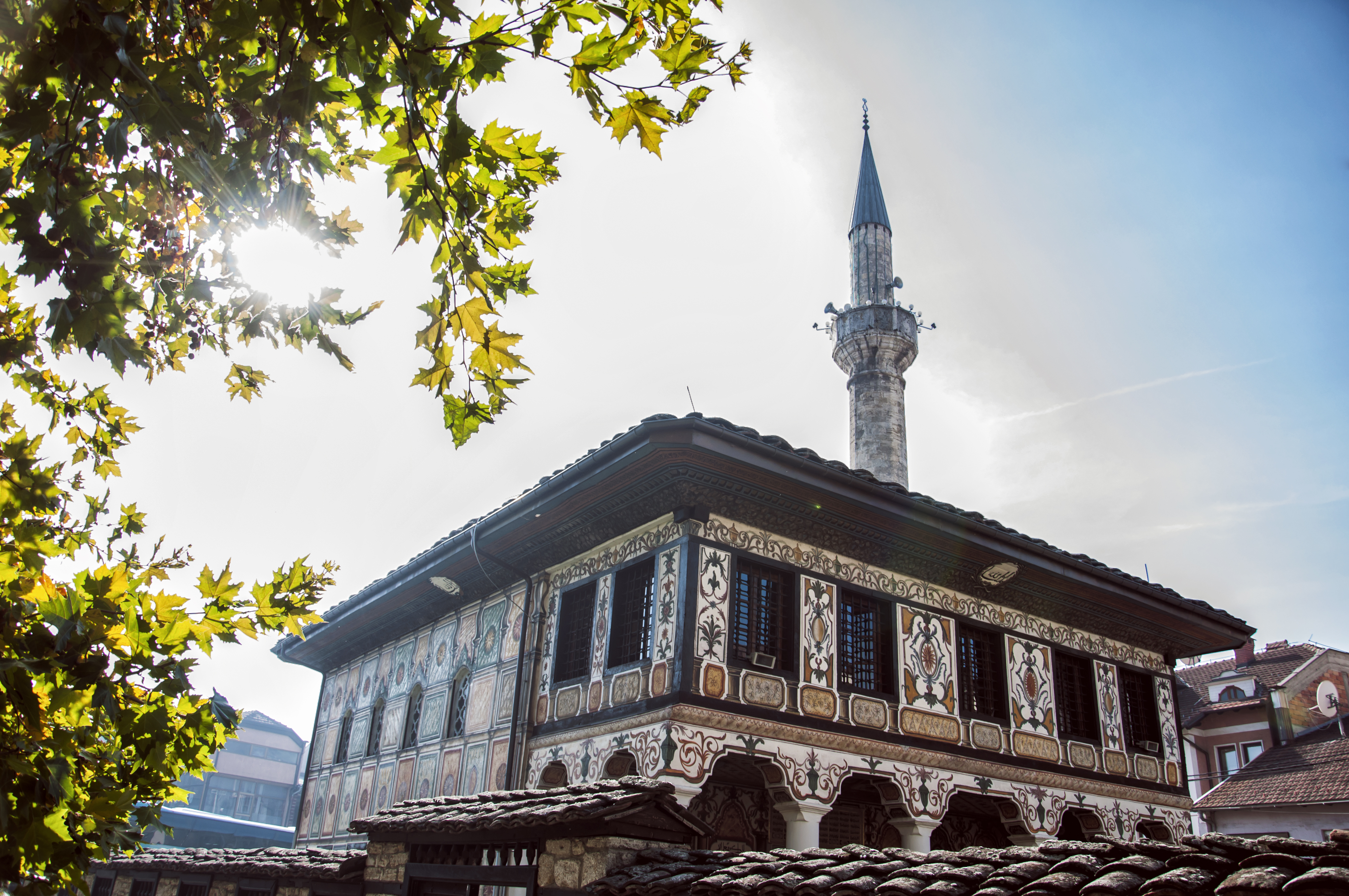
Šarena Dzamija.
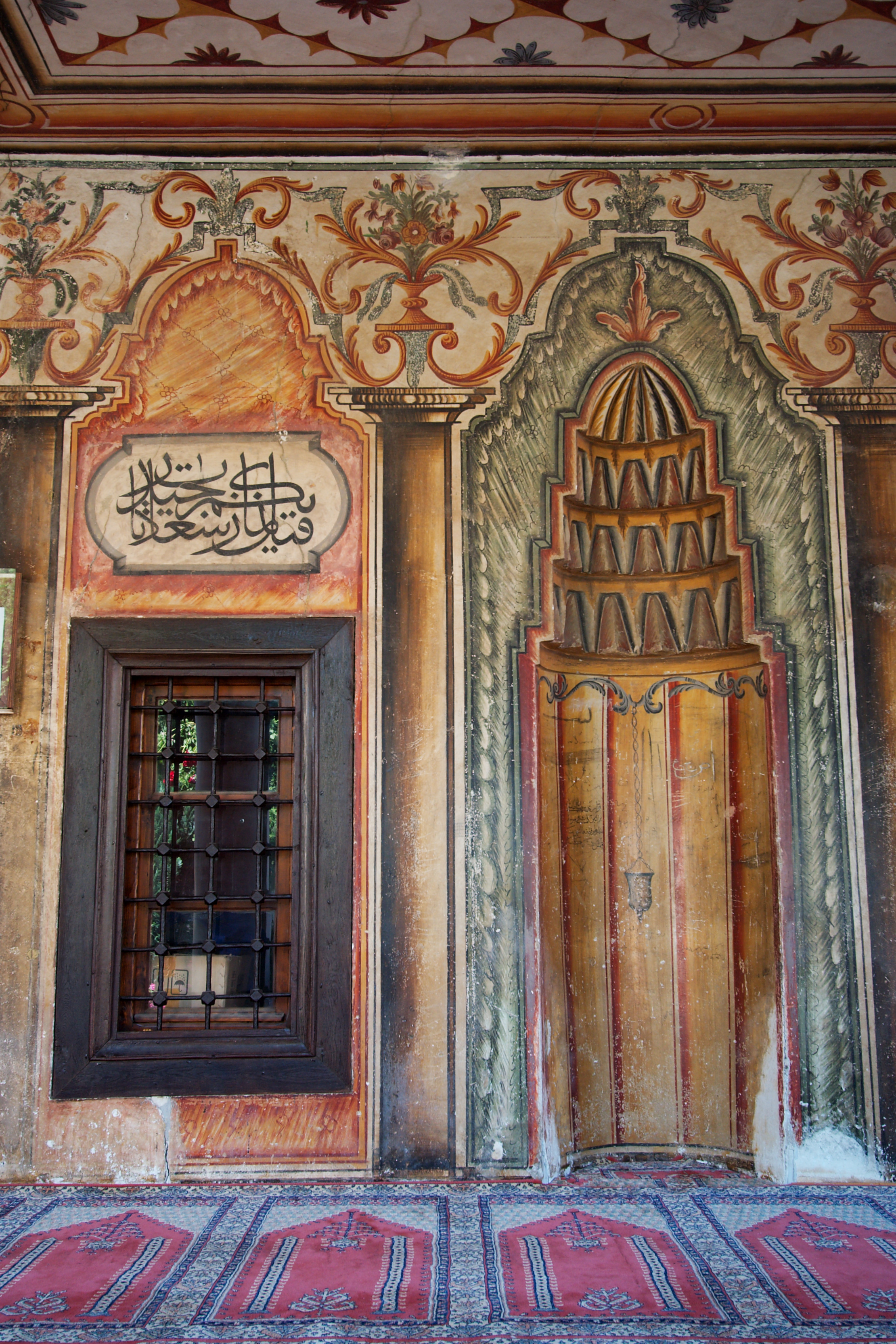
Mihrab.
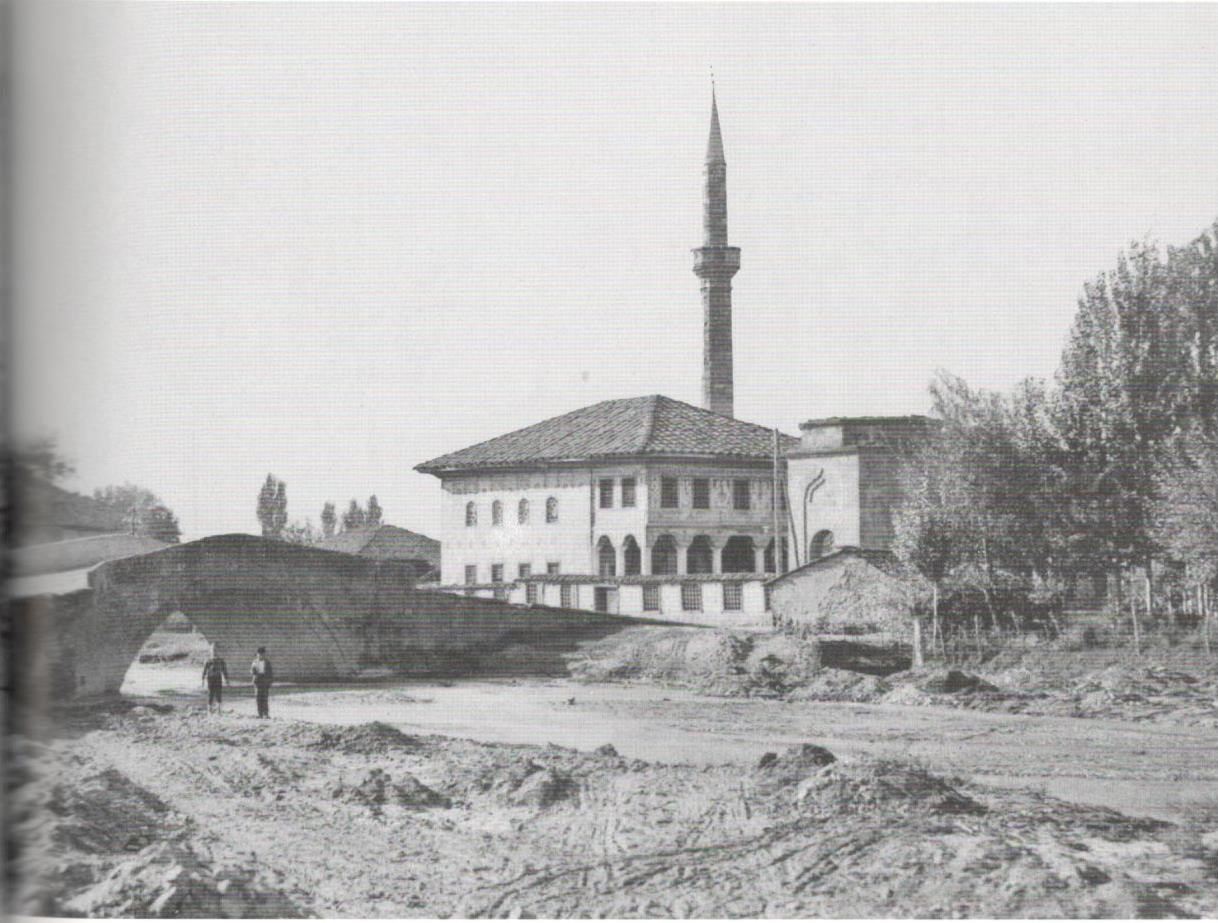
Šarena Džamija nel 1932.
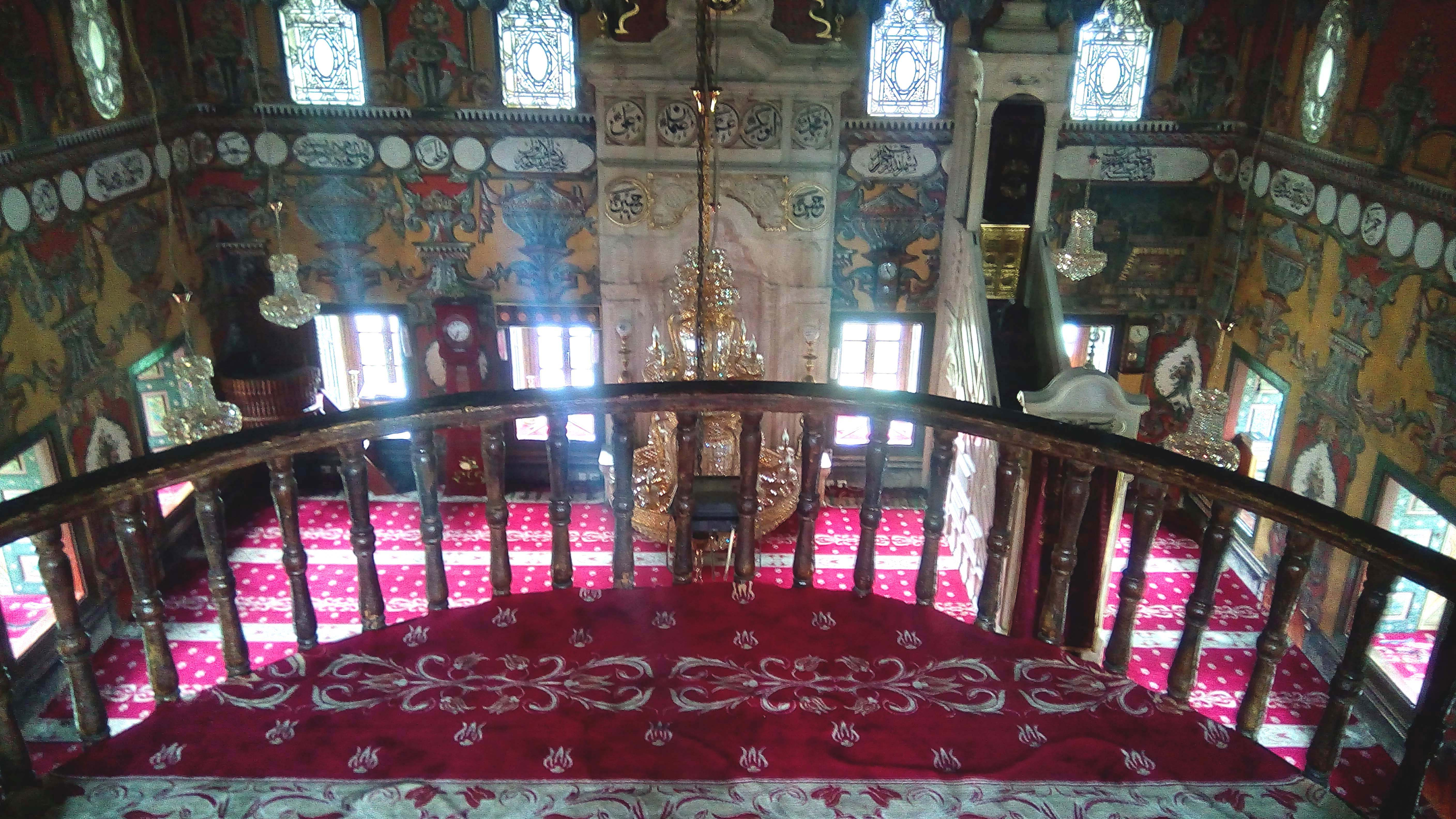
All'interno della Šarena Džamija.